# 東京棋
東京棋（Tonkin）是十九世紀出現於法國的連棋類遊戲，名稱來自法屬印度支那的越南東京。

## 棋具

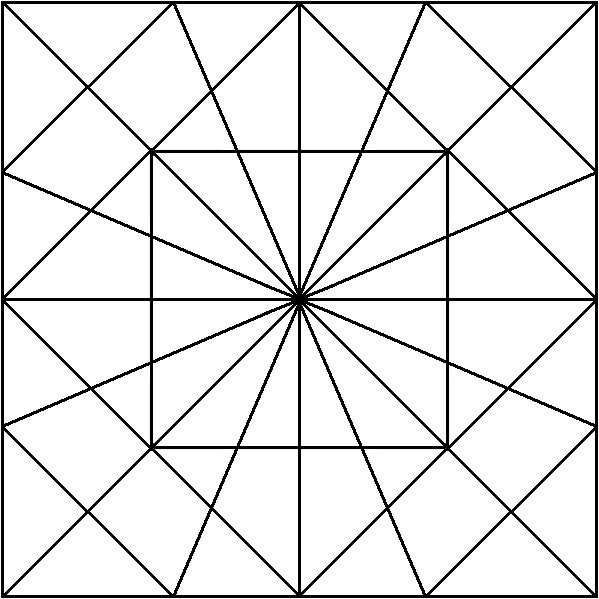
東京棋棋盤

- 棋盤為兩同心正方型，從中心畫分十六等分線至外面正方形邊界，縱橫線方向的等分線相連，以及對角線兩旁的等分線相連，共四十一個棋點。
- 每方各十枚棋子，以顏色區分敵我。

## 規則
- 空枰開局。对弈过程分两步驟，先放子，直到手邊的棋子都放下为止，開始走子階段。
- 放子：将一己子放入棋盘任一空棋位。
- 走子：棋子沿線至周鄰的空棋位。
- 無論何階段，先以己棋占滿任何一線為勝[2]。

## 外部連結
- 遊戲介紹 （页面存档备份，存于）